# Dasyprocta ruatanica
Dasyprocta ruatanica és una espècie de mamífer rosegador histricomorf de la família Dasyproctidae; és un dels rosegadors més amenaçats del Nou Món. Només habita l'illa de Roatán, en el Carib hondureny.
La seva existència està amenaçada per pèrdua d'hàbitat i degradació induïda per humans; també per caça.